# Бутерин, Виталик
Вита́лик Буте́рин (англ. Vitalik Buterin), полное имя: Вита́лий Дми́триевич Буте́рин (род. 31 января 1994, Коломна, Московская область, Россия) — канадский программист российского происхождения, сооснователь и бывший редактор печатного журнала Bitcoin Magazine, сооснователь проекта Ethereum, за идею которого в 2014 году выиграл премию World Technology Award, обойдя основателя Facebook Марка Цукерберга и других претендентов. Он также выиграл грант на сумму 100 тысяч долларов от Thiel Fellowship («20 under 20») для развития проекта. Владеет русским, английским и китайским языками.

## Биография
Родился в России, вырос в Канаде, куда переехал с родителями в возрасте шести лет.
Отец Виталия — Дмитрий Бутерин, специалист по информатике, — с десятилетнего возраста поощрял его занятие писать видеоигры. Свой первый компьютер Виталик получил в подарок от отца в 4 года. Он же познакомил своего сына с идеями блокчейна и криптовалют. Мать — Наталья Амелин, разрабатывает образовательные программы по блокчейну и криптовалютам для молодёжи по всему миру.
Виталик Бутерин заинтересовался биткойном в 2011 году, и в том же году стал сооснователем журнала «Bitcoin Magazine». В 2012 году Bitcoin Magazine начал выпускаться в качестве печатного издания и стал первым крупным печатным изданием на данную тематику. Он также входит в редакционный совет первого рецензируемого научного журнала Ledger, посвящённого криптовалютам и смежным с ними темам. В этом же году выступал за Канаду в Италии на престижной международной олимпиаде «IOI» по информатике и стал бронзовым медалистом.
В 2014 году бросил обучение в Университете Уотерлу ради работы над Ethereum. В том же году переехал в швейцарский город Цуг (Криптодолина). До начала работы над Ethereum он также занимался различными проектами с открытым исходным кодом, связанными с «Биткойном».
В мае 2016 года приехал в Россию — в первый раз с момента своего переезда вместе с родителями в Канаду в 2001 году. Во время приезда встретился с российскими министрами и представителями Центробанка РФ.
В 2017 году переехал в Сингапур. В том же году Виталик Бутерин попал в список «30 Under 30» журнала Forbes в категории «Финансы» и вошёл в топ-10 рейтинга «40 самых влиятельных молодых людей до 40 лет» по версии журнала Fortune, газета «Ведомости» признала его профессионалом года, а «РБК» визионером года.
30 ноября 2018 года Виталик Бутерин получил почётную докторскую степень в Базельском университете. Виталий получил признание от факультета бизнеса и экономики за свою работу по развитию блокчейна на Dies Academicus — ежегодном праздновании основания университета.
В 2021 году стал самым молодым криптовалютным миллиардером в мире. Американский Forbes оценил состояние Бутерина в 1,3 млрд долларов и включил его в список самых заметных новых миллиардеров.
В марте 2022 года стал лицом обложки журнала TIME, которая впервые в истории вышла в NFT-версии.
В сентябре 2022 года Виталик Бутерин приехал в Киев и принял участие в Web3-хакатоне, проходившем в инновационном парке «UNIT.City».

## Благотворительность
В 2017 году пожертвовал $763 970 некоммерческой организации «Machine Intelligence Research Institute».
10 февраля 2018 года Бутерин пожертвовал 100 ETH некоммерческой организации «Internet Archive». На момент завершения транзакции пожертвование составляло около 85 000 $. Эта сумма удвоилась, так как Pineapple Fund заявлял, что будет удваивать все пожертвования для «Архива Интернета» до 1 млн $..
B 2021 году пожертвовал 1 миллиард долларов США на сумму 50 693 552 078 053 монет Shiba Inu в фонд помощи COVID-Crypto Relief Fund.
В 2022 году пожертвовал 1500 монет собственной криптовалюты, что составляло около 5 миллионов долларов США, фонду Unchain Ukraine, который занимается гуманитарной помощью украинцам.
В 2023 году пожертвовал 227 тысяч долларов на помощь пострадавшим от землетрясения в Турции и Сирии.
В 2024 году пожертвовал 543 тысячи долларов организациям, занимающимся защитой животных. В декабре 2024 года направил пожертвование размером 88 эфиров на сумму 10 млн тайских бат ($293 000) зоопарку Кхао Кхео, став официальным «приёмным отцом» карликового бегемота Му Денга.

### Исследования

#### Продление жизни человека
Бутерин пожертвовал 2,4 млн $ в «Исследовательский фонд SENS» в 2018 году на исследования в области биотехнологий омоложения и продления человеческой жизни.
В 2020 году Виталий Бутерин вместе с Сэмом Бэнкманом-Фридом и Хасибом Куреши пожертвовали по 50 000 $ каждый в «Исследовательский фонд SENS». Выбор организации для совместного пожертвования произошёл в результате открытого голосования среди пользователей Twitter.

## Книги
- Уильям Могайар, Виталик Бутерин. Блокчейн для бизнеса. — М.: Эксмо, 2017. — 224 с. — ISBN 978-5-699-98499-2.
- Виталик Бутерин. Больше денег: что такое Ethereum и как блокчейн меняет мир. — Individuum, 2023. — С. 400. — ISBN 978-5-6048295-8-5.

## Кино
2024 — «Виталик: история Эфириума» (док. фильм, реж. Зак Инграши, Крис Темпл)